# Vodafone 703SHf
Vodafone 703SHf（ボーダフォン 703SHf）はシャープが製造し、ボーダフォン日本法人（現ソフトバンクモバイル）が2005年11月11日に発売したW-CDMA通信方式のVodafone 3G（現SoftBank 3G）サービスを利用可能な携帯電話端末。
モデルとしては70xシリーズなのでローエンドに属する。ボーダフォンでモバイルFeliCaを初搭載する機種でもある。
Vodafone 703SHやVodafone 903SHなどと違い、日本以外では市販されていない。JATE通過日は2005年9月6日。

## 特徴
この端末はVodafoneが販売する初のVodafone live! FeliCa（現S!FeliCa）対応端末（おサイフケータイ）である。
基本的にはVodafone 703SHをベースとしているモデルであり、それは外見にも良く現れているが、細部を見ていくとFeliCaの搭載や液晶の変更、外部デザインの変更など様々な面で改良が加えられている。703SHとは違い、QRコード読み取り機能もついている。